# Jeff Greer
Jeffrey David Greer (* 30. November 1979 in New York City, New York) ist ein US-amerikanisch-dominikanischer Basketballspieler. Greer begann nach dem Studium in seinem Geburtsland eine Karriere als Profi in Europa, wo er vor allem in der französischen LNB Pro A spielte. Hier gewann er mit seinem zwei Jahre älteren Bruder Ricardo in zwei verschiedenen Mannschaften je einmal die französische Meisterschaft. Nach einer Spielzeit in der deutschen Basketball-Bundesliga 2011/12 bei EnBW Ludwigsburg spielten die beiden Brüder bei Strasbourg IG in der Saison 2012/13 erneut zusammen, verpassten aber einen zweiten Meisterschaftserfolg nach 2005 für diesen Verein nur knapp als Vizemeister.

## Karriere
Greer studierte in den USA an der Rutgers University, wo er von 1997 bis 2001 für die Hochschulmannschaft Scarlet Knights aktiv war, die damals in der Big East Conference der National Collegiate Athletic Association (NCAA) spielte. Während sein Bruder Jeff, der zur gleichen Zeit in der Big East für die Panthers der University of Pittsburgh spielte, eine Meisterschaftsfinalteilnahme in der Big East 2001 erreichen konnte, feierte Jeff mit den Scarlet Knights, deren Basketballmannschaft ihre erfolgreichste Zeit in den 1970er Jahren hatte, keine besonderen Erfolge und hatte nur in der Saison 1998/99 eine positive Saisonbilanz, die jedoch nicht zur Teilnahme an der landesweiten NCAA-Endrunde reichte. Bei zwei Postseason-Teilnahmen am National Invitation Tournament reichte es zu insgesamt einem Sieg in drei Spielen in diesem Wettbewerb. Jeff Greer wird bei den Scarlet Knights in der mannschaftsinternen ewigen Bestenliste bei erfolgreichen Dreipunktwürfen, Assists und Ballgewinnen unter den „Top Ten“ geführt.
Im Sommer 2001 spielte Jeff Greer zusammen mit seinem Bruder Ricardo zunächst im Herkunftsland ihrer Vorfahren für Los Padros im Distrito Nacional von Santo Domingo in der Dominikanischen Republik. Anschließend unterschrieb Jeff im Februar 2002 einen Profivertrag beim Verein Jeanne d’Arc (JA) aus Vichy in der zweiten französischen Liga LNB Pro B, die am Saisonende die Meisterschaft der Pro B und den Aufstieg in die höchste Spielklasse erreichten. Nachdem Jeff im Sommer 2002 erneut mit seinem Bruder, der bei seiner ersten Profistation in der Ukraine frühzeitig den Vertrag wieder aufgelöst hatte, bei den Diablos aus La Vega zusammengespielt hatte, kehrte Jeff zu Vichy zurück, während Ricardo zum Ligakonkurrenten Saint Thomas Basket aus Le Havre ebenfalls nach Frankreich wechselte. Jeff erreichte mit Aufsteiger Vichy einen elften Tabellenplatz und gewann mit der Nationalmannschaft der Dominikanischen Republik bei den Panamerikanischen Spielen 2003 als Gastgeber eine Silbermedaille, nachdem man das Finale um die Goldmedaille gegen Brasilien hoch mit 27 Punkten Unterschied verlor. Jeff wechselte nun ebenfalls nach Le Havre für die Saison 2003/04, in der Ricardo jedoch in der British Basketball League spielte. Mit STB Le Havre als Sechstem der Hauptrunde schied Jeff in der ersten Play-off-Runde um den Meisterschaftstitel aus.
In der Saison 2004/05 fanden beide Brüder bei Illkirch-Graffenstaden Basket in Strasbourg erstmals außerhalb der Dominikanischen Republik in einer gemeinsamen Mannschaft zusammen. Die Mannschaft dieses Vereins hatte 2003 die Klasse nur durch Aufstockung der Liga gehalten. Nachdem die Mannschaft 2004 in der ersten Play-off-Runde gegen Titelverteidiger Élan Béarnais Pau-Orthez ausgeschieden war, hatten sich die Kräfteverhältnisse in der Saison 2004/05 umgedreht. In der ersten Play-off-Runde konnte man als Tabellendritter den Sechsten aus Pau ausschalten und nach dem Sieg im Meisterschaftsfinale über SLUC Nancy komplett entthronen. In der folgenden Spielzeit spielte die Mannschaft im höchsten europäischen Vereinswettbewerb EuroLeague 2005/06, wo man in der Vorrunde jedoch nur drei von 14 Vorrundenspielen gewinnen konnte und frühzeitig ausschied. In der französischen Meisterschaft verlor man diesmal im Halbfinale gegen SLUC Nancy, die wiederum Vizemeister wurden. Anschließend trennten sich die Wege der beiden Brüder zunächst. Während Ricardo zum bisherigen Konkurrenten Élan Béarnais Pau-Orthez wechselte, ging Jeff zu Hapoel Ironi aus Naharija in der israelischen Ligat ha’Al, die am Ende der Saison 2006/07 auf dem fünften Platz der Abschlusstabelle knapp den Einzug in das Final-Four-Turnier um den Meisterschaftstitel verpassten.
Der Stade Lorrain Université Club (SLUC) aus Nancy, der dreimal hintereinander gegen wechselnde Vereine das Meisterschaftsfinalspiel verloren hatte, verpflichtete zur Saison 2007/08 die beiden Greer-Brüder und konnte tatsächlich als Zweitplatzierter der Hauptrunde im Finalspiel der Play-offs Titelverteidiger Chorale Roanne mit 31 Punkten Unterschied entthronen und gleichfalls wie Strasbourg IG drei Jahre zuvor den ersten Titelerfolg in der Meisterschaft feiern. Im Unterschied zur Meisterschaft 2005 mit Strasbourg IG wurde diesmal Jeff anstatt seines Bruders „Most Valuable Player“ (MVP) des Finalspiels. In der EuroLeague 2008/09 war bei der ersten Teilnahme des Vereins an diesem Wettbewerb mit nur zwei Siegen in zehn Spielen nach der Vorrunde bereits wieder Endstation und auch in der Meisterschaft verlor man als Vierter der regulären Spielzeit die Play-off-Halbfinalserie gegen den Hauptrundenersten und späteren Titelträger ASVEL. In der folgenden Spielzeit 2009/10 beendete man die Saison einen Platz schlechter und schied bereits in der ersten Play-off-Runde gegen den Basket Club Maritime aus Gravelines aus. Zu diesem Verein am Ärmelkanal, mit dem sein Bruder am Saisonende 2004 bereits einmal Vizemeister geworden war, wechselte nun Jeff für die Spielzeit 2010/11. Im Februar 2011 gewann man den Ligapokal „Semaine de As“ und erreichte als Vierter der Hauptrunde erneut die Halbfinalserie der Play-offs, die jedoch gegen Titelverteidiger Cholet Basket verloren ging.
Nachdem Jeff Greer zu Beginn der Saison 2011/12 keinen neuen Vertrag hatte und bei der Mannschaft von Strasbourg IG mittrainierte, zu der sein Bruder bereits in der Vorsaison zurückgekehrt war, wurde er im November 2011 vom deutschen Verein aus Ludwigsburg verpflichtet. In einer wenig erfolgreichen Saison schaffte die Mannschaft nach einem Trainerwechsel gerade so eben als Drittletzter den Klassenerhalt. In der Saison 2012/13 waren die beiden Greer-Brüder wieder vereint, als Jeff auf die andere Rheinseite zu Strasbourg IG zurückkehrte. Zudem wechselte Louis Campbell vom anderen württembergischen Erstligisten Tigers Tübingen ins Elsass, wo mit den Greers und dem ehemaligen französischen Nationalspieler Aymeric Jeanneau drei Protagonisten des ersten Meisterschaftsgewinns 2005 versammelt waren. Als Zweiter der Hauptrunde blieb man in den Play-offs zunächst ungeschlagen und erreichte das Meisterschaftsfinale, das erstmals wieder als Play-off-Serie im „Best-of-Five“-Modus statt wie zuvor in einem einzelnen Spiel ausgetragen wurde. Gegner der Finalserie war der Vorjahresaufsteiger JSF Nanterre, der nur wegen des besseren direkten Vergleichs als Hauptrundenachter erstmals in der Vereinsgeschichte die Play-offs erreicht hatte, aber in diesen ebenfalls zuvor ungeschlagen blieb. Im ersten Finalspiel vor heimischen Publikum konnte Strasbourg IG den Emporkömmling vermeintlich vernichtend mit 34 Punkten Unterschied die erste Play-off-Niederlage zufügen. Die folgenden drei Finalspiele gingen jedoch gegen den Pariser Vorstadtklub verloren, so dass die beiden Greer-Brüder erstmals ein gemeinsames Meisterschaftsfinale in Frankreich verloren.